# Aegotheles crinifrons
O noitibó-coruja-das-molucas  ou egotelo-das-molucas (Aegotheles crinifrons) é uma espécie de ave da família Aegothelidae.
É endémica da Indonésia.
Os seus habitats naturais são: florestas subtropicais ou tropicais húmidas de baixa altitude e regiões subtropicais ou tropicais húmidas de alta altitude.